# Cuiba
Los cuiba, cuiva, kuiba, kuiva o wamonae son un pueblo indígena anteriormente de vida nómada, aproximadamente 3000 personas que habitan en Los Llanos entre los ríos Meta, Casanare y Arauca (en Colombia) y en el estado de Apure (Venezuela).
Los cuiba hablan una lengua de la familia guahibana.

## Grupos regionales
Según Berg (1978), los cuibas se subdividen así:
- aitopiwi (masiwali, masihuare) del río Ariporo;
- mayaraxi (o también mariposo, mayalero) del río Arauca;
- pinmenepiwi del río Meta;
- siripuxi (o también tsiripu, siripu) del río Aguaclara;
- waüpiwi (o también wipiwi, uomati) del río Uachadía;
- yarawütoxi del río Capanaparo.

### Población censada
En 2018, fueron censados en Colombia:
- cuiba: 895
- masiguare: 592 (masiwali del Ariporo, en Casanare)
- wipiwi: 299 (waüpiwi)
- yamalero: 142 (mayaraxi)
- mapayerri: 104 (masiwali en Santa Rita, Vichada)
- tsiripu: 75
- chiricoa 19

En 2011, en Venezuela fueron censados 395 kuiva.

### Resguardo de Caño Mochuelo
El 29 de enero de 1986, en los municipios de Hato Corozal y Paz de Ariporo (Casanare), fue constituido el resguardo indígena de Caño Mochuelo. En su territorio habitan comunidades cuiba o afines, al lado de comunidades sikuani, sáliba, piapoco y yaruro.
Los cuiba wámonae (pinmenepiwi) que se encuentran en el reguardo de Caño Mochuelo son 918 personas, distribuidas en 256 familias, 215 en Mochuelo (Curucutonato) y 41 en Mardúe, con una población estudiantil de 368 estudiante en la institución educativa indígena Murewom Wayuri nombre optado en honor a su líder ancestral, que cuenta con los ciclos de grado cero, básica primaria, básica secundaria y media.
Los maibén masiware (masiwali), originarios de la región, son 125 familias, 90 en San José de Ariporo y 35 en Betania, con 564 personas.
Los waüpiwi son 178 de 48 familias; los yamalero (mayaraxi) 95 en 24 familias; los tsiripu 87 habitantes de 22 familias.

## Forma de vida
Los cuiba son cazadores-recolectores se movilizan estacionalmente, de acuerdo con el régimen de lluvias y los recursos locales, acampando por breves temporadas.
Construyen refugios (bouto) con cuatro postes y techo de hojas de palma con un solo declive, de 2 a 3 metros de largo por 1,5 a 2 metros de ancho, donde cuelga sus hamacas.
Son cazadores muy expertos. cazan con arco y flecha, principalmente venados, soches, danta, chigüiros, pecarís, picures y lapas. También usan el arco y flecha para pescar.
Diariamente recolectan frutos y tubérculos silvestres, miel, huevos de tortuga, iguana y aves, así como fibras de moriche y cumare para fabricar hamacas y brazaletes, hojas y bejucos para elaborar canastos y cortezas para confeccionar guayucos.
Tienen también pequeños huertos donde siembran yuca, batata, ñame, fríjol, caña de azúcar, mango, piña, tabaco y achiote.

## Relaciones sociales
Su sistema de parentesco es dravídico, que divide la comunidad entre consangüíneos (hermanos, primos paralelos, tíos y sobrinos paralelos, padres, abuelos) y aliados (primos cruzados o cuñados, tíos y sobrinos cruzados, suegros, yernos y nueras). El parentesco estructura las relaciones de intercambio de acuerdo con la clasificación de lo que se intercambia, que por una parte puede ser "cereales y harinas" y "alucinantes naturales" a "dulce" y "carnes" y por otra "masculino" o "femenino". Así por ejemplo el suegro le proporciona carne de cacería y todo lo relacionado de lo dulce al yerno y el yerno le proporciona al suegro lo concerniente de harinas y cereales y toda sustancia y bebidas embriagantes. Todos los hermanos y primos hermanos del suegro y del yerno cumple la misma relación y obligación natural al desobedecer o desvió de tratos intrafamiliar es el peor insulto e irrespeto a la ley de Origen.
El grupo familiar básico está constituido por el suegro, su esposa, sus hijos solteros y todas sus hijas con sus esposos (los yernos). Generalmente acampan juntos y una familia puede integrar una banda de caza, pesca y recolección con otras familias. El waro es el líder de cada comunidad, encargado de asegurar la distribución e intercambio de bienes y de resolver los conflictos. Actualmente algunos viven en poblados como Mochuelo (Casanare), donde construyen casas permanentes, aunque sólo viven temporalmente en ellas, pues aunque aprovechan ciertas ventajas del poblado, no abandonan su cultura de cazadores-recolectores.
El fogón genera el área social donde los hombres celebran en la noche reuniones en las que inhalan yopo (dopa) con un sirapu hecho de la pata de un ave, fuman tabaco y mascan cortezas de yajé (xuipa). Utilizan el yopo durante los rituales, fiestas, ceremonias y visitas. Weiba (viento dentro de mí) son cantos para curar. El chamán (dopatubinü) guía las reuniones, las curaciones y los rituales como la iniciación femenina naubi rabao o "rezo del pescado" y el segundo funeral, durante los cuales se consume además de yopo, bebida de yajé y yalaki, una chicha o bebida alcohólica de yuca amarga.
Los grupos cuiba fueron víctimas principales de la colonización, no solo por la destrucción de su hábitat, sino porque los colonos los eliminaban físicamente. En 1870 Pedro del Carmen Gutiérrez invitó a 250 cuibas a cenar y los mató a todos. En 1967 ocurrió algo similar con una familia extensa en La Rubiera (Arauca). Además hubo matanzas de sikuani y cuibas por razones políticas en Planas (Vichada), en 1970.

## Cosmología
Conciben tres mundos. El primero, abajo, es Tsarawa Nakua; el segundo en el que se vive y camina, Wabuxurno Nakua y, el tercero arriba, es Konaweika Nakua. El territorio cuiba fue delimitado por el tigre, que le dio origen. Sin el territorio no puede sobrevivir, debido a que gracias a la existencia de la madre tierra se pueden definir son Kuiva, que en su lengua significa "nuestra parentela", "nuestra familia", "nuestra gente". Creen que al morir un cuiba se reencarna en un pez u otro ser vivo y los colonos como úku (jabirús).
Namun es uno de los nombres que dan los Wámonae al ser que consideran creador y a su esposa la llaman Jawiya. Según los Masiwali, Nakuane es un ser extraordinario actuante en el territorio, que se moviliza por todo lado en su casa móvil realizando hazañas que inspiran la vitalidad de los recorridos nomádicos.

## Idioma
El idioma de los cuiba hace parte del grupo central de la familia guahibana. Originalmente formaba un continuo dialectal con la lengua de los sikuani, cuyas variaciones se extremaron por la separación de los dos grupos, causada por el asentamiento de pueblos de las familias lingüísticas arawak y sáliba en las riberas del Orinoco, Meta y Casanare.
Cada segmento regional cuiba habla un dialecto de su idioma más o menos alejado del idioma sikuani.